# Hwarang (serial telewizyjny)
Hwarang (hangul: 화랑, hancha: 花郞) – południowokoreański serial telewizyjny emitowany na antenie KBS2. Serial był emitowany w poniedziałki i wtorki o 22:00, od 19 grudnia 2016 roku do 21 lutego 2017 roku, liczy 20 odcinków. Główne role odgrywają w nim Park Seo-joon, Go Ara i Park Hyung-sik.

## Obsada

### Główna
- Park Seo-joon jako Moo-myung/Kim Sun-woo
- Go Ara jako Kim Ah-ro
- Park Hyung-sik jako Sammaekjong/Kim Ji-dwi

### Hwarang
- Sung Dong-il jako Lord Kim Wi-hwa, założyciel hwarangu
- Choi Min-ho (z SHINee) jako Kim Soo-ho
- Do Ji-han jako Park Ban-ryu
- Cho Yoon-woo jako Kim Yeo-wool
- Kim Tae-hyung (z BTS) jako Seok Han-sung
- Kim Hyun-jun jako Seok Dan-se
- Kim Jin-tae jako Jang-hyun
- Jeon Bum-soo jako Shin
- Ooon jako Ki-bo
- Park Ki-hoon jako Ju-ki
- Jang Se-hyun jako Kang Sung

### Rodzina królewska
- Kim Ji-soo jako królowa matka Jiso
- Seo Ye-ji jako księżniczka Sukmyeong
- Song Yeong-kyu jako Lord Kim Hwi-kyung
- Kim Min-joon jako książę Chang (później Wideok z Baekje) (odc. 14, 15)

### Mieszkańcy stolicy
- Choi Won-young jako Lord Kim Ahn-ji
- Kim Kwang-kyu jako Pi Joo-ki
- Lee Da-in jako Kim Soo-yeon
- Yoo Jae-myung jako Pa-oh

### Mangmangchon
- Lee Kwang-soo jako Mak-moon/Kim Sun-woo (odc. 1-3)
- Kim Won-hae jako Ureuk

### Ministrowie
- Kim Chang-wan jako Park Yeong-shil
- Lee Byung-joon jako Lord Ho
- Ko In-bum jako Kim Seub
- Kim Jong-goo jako Seok Hyun-jae

### W pozostałych rolach
- Kang Dong-woo jako Mu-cheol
- Kim Dae-hoon
- Yoon Jin-ho
- Song Min-hyung jako Kim Hyung-won
- Baek Jae-jin jako Yang Jo-jang
- Ban Min-jung jako Mi Roo-hyang
- Lee Kwan-hoon jako Hyun-chu
- Lee Jae-yoon jako So-yoon
- Song Bo-eun
- Lee Kyu-hyung jako Do-go
- Lee Pung-woon
- Cha Oh-bin
- Lee Min-ho jako So-gam
- Kim Tae-hoon
- Park Ha-yan jako Yoo-ji
- Jang Yoo-tae
- Oh Eun-ho jako Mo-yeong
- Han Jeong-hun

## Ścieżka dźwiękowa
| OST Part 1 | OST Part 1                       | OST Part 1 | OST Part 1   | OST Part 1    | OST Part 1 |
| Nr         | Tytuł utworu                     | Tekst      | Muzyka       | Wykonawca     | Długość    |
| ---------- | -------------------------------- | ---------- | ------------ | ------------- | ---------- |
| 1.         | „Anywhere” (kor. 그 곳이 어디든) | Kim Jin-a  | Oh Joon-sung | Han Dong-geun | 4:48       |
| 2.         | „Anywhere” (Inst.)               |            | Oh Joon-sung |               | 4:48       |

| OST Part 2 | OST Part 2                                   | OST Part 2    | OST Part 2   | OST Part 2   | OST Part 2 |
| Nr         | Tytuł utworu                                 | Tekst         | Muzyka       | Wykonawca    | Długość    |
| ---------- | -------------------------------------------- | ------------- | ------------ | ------------ | ---------- |
| 1.         | „Even If I Die, It's You” (kor. 죽어도 너야) | Kim Yoo-kyung | Oh Joon-sung | V, Jin (BTS) | 3:50       |
| 2.         | „Even If I Die, It's You” (Inst.)            |               | Oh Joon-sung |              | 3:50       |

| OST Part 3 | OST Part 3          | OST Part 3 | OST Part 3   | OST Part 3  | OST Part 3 |
| Nr         | Tytuł utworu        | Tekst      | Muzyka       | Wykonawca   | Długość    |
| ---------- | ------------------- | ---------- | ------------ | ----------- | ---------- |
| 1.         | „Dream” (kor. 드림) | June       | Oh Joon-sung | Bolbbalgan4 | 4:26       |
| 2.         | „Dream” (Inst.)     |            | Oh Joon-sung |             | 4:26       |

| OST Part 4 | OST Part 4                           | OST Part 4 | OST Part 4   | OST Part 4                 | OST Part 4 |
| Nr         | Tytuł utworu                         | Tekst      | Muzyka       | Wykonawca                  | Długość    |
| ---------- | ------------------------------------ | ---------- | ------------ | -------------------------- | ---------- |
| 1.         | „I Can Only See You” (kor. 너만보여) | June       | Oh Joon-sung | Seulgi, Wendy (Red Velvet) | 3:19       |
| 2.         | „I Can Only See You” (Inst.)         |            | Oh Joon-sung |                            | 3:19       |

| OST Part 5 | OST Part 5                            | OST Part 5    | OST Part 5   | OST Part 5      | OST Part 5 |
| Nr         | Tytuł utworu                          | Tekst         | Muzyka       | Wykonawca       | Długość    |
| ---------- | ------------------------------------- | ------------- | ------------ | --------------- | ---------- |
| 1.         | „Our Tears” (kor. 서로의 눈물이 되어) | Kim Yoo-kyung | Oh Joon-sung | Hyolyn (Sistar) | 4:23       |
| 2.         | „Our Tears” (Inst.)                   |               | Oh Joon-sung |                 | 4:23       |

| OST Part 6 | OST Part 6                             | OST Part 6    | OST Part 6   | OST Part 6     | OST Part 6 |
| Nr         | Tytuł utworu                           | Tekst         | Muzyka       | Wykonawca      | Długość    |
| ---------- | -------------------------------------- | ------------- | ------------ | -------------- | ---------- |
| 1.         | „A Move of God” (kor. 신의 한 수)      | Kim Yoo-kyung | Oh Joon-sung | Yoseob (BEAST) | 4:08       |
| 2.         | „A Move of God” (Acoustic Ver.)        | Kim Yoo-kyung | Oh Joon-sung | Kim Juna       | 3:55       |
| 3.         | „A Move of God” (Inst.)                |               | Oh Joon-sung |                | 4:08       |
| 4.         | „A Move of God” (Acoustic Ver.; Inst.) |               | Oh Joon-sung |                | 3:55       |

| OST Part 7 | OST Part 7             | OST Part 7    | OST Part 7   | OST Part 7            | OST Part 7 |
| Nr         | Tytuł utworu           | Tekst         | Muzyka       | Wykonawca             | Długość    |
| ---------- | ---------------------- | ------------- | ------------ | --------------------- | ---------- |
| 1.         | „I'll Be Here”         | Kim Yoo-kyung | Oh Joon-sung | Park Hyung-sik (ZE:A) | 4:18       |
| 2.         | „I'll Be Here” (Inst.) |               | Oh Joon-sung |                       | 4:18       |

| OST Part 8 | OST Part 8                                 | OST Part 8    | OST Part 8   | OST Part 8           | OST Part 8 |
| Nr         | Tytuł utworu                               | Tekst         | Muzyka       | Wykonawca            | Długość    |
| ---------- | ------------------------------------------ | ------------- | ------------ | -------------------- | ---------- |
| 1.         | „Memories of Miracle” (kor. 주문을 외우다) | Kim Yoo-kyung | Oh Joon-sung | Jeon Woo-sung (Noel) | 4:00       |
| 2.         | „Memories of Miracle” (Inst.)              |               | Oh Joon-sung |                      | 4:00       |
| 3.         | „Hwarang The Beginning”                    |               | Oh Joon-sung |                      | 1:41       |
| 4.         | „Hwarang Spirit” (Opening Title.)          |               | Oh Joon-sung |                      | 1:37       |
| 5.         | „Cloud Of Love” (Main Theme)               |               | Oh Joon-sung |                      | 2:11       |
| 6.         | „Night Story Princess”                     |               | Oh Joon-sung |                      | 2:01       |
| 7.         | „Open The Gate”                            |               | Oh Joon-sung |                      | 1:48       |
| 8.         | „Victory March”                            |               | Oh Joon-sung |                      | 1:40       |
| 9.         | „Blossom”                                  |               | Oh Joon-sung |                      | 1:56       |
| 10.        | „Chorus Of Hwarang”                        |               | Oh Joon-sung |                      | 1:40       |

| OST Part 9 | OST Part 9                            | OST Part 9    | OST Part 9   | OST Part 9    | OST Part 9 |
| Nr         | Tytuł utworu                          | Tekst         | Muzyka       | Wykonawca     | Długość    |
| ---------- | ------------------------------------- | ------------- | ------------ | ------------- | ---------- |
| 1.         | „Our Tears” (kor. 서로의 눈물이 되어) | Kim Yoo-kyung | Oh Joon-sung | Park Seo-joon | 4:23       |
| 2.         | „Our Tears” (Inst.)                   |               | Oh Joon-sung |               | 4:23       |

| OST Part 10 | OST Part 10                                      | OST Part 10 | OST Part 10  | OST Part 10  | OST Part 10 |
| Nr          | Tytuł utworu                                     | Tekst       | Muzyka       | Wykonawca    | Długość     |
| ----------- | ------------------------------------------------ | ----------- | ------------ | ------------ | ----------- |
| 1.          | „Don't Leave Me Alone” (kor. 서로의 눈물이 되어) | June        | Oh Joon-sung | Jung Dong-ha | 3:50        |
| 2.          | „Don't Leave Me Alone” (Inst.)                   |             | Oh Joon-sung |              | 3:50        |

## Oglądalność
| No. | Data emisji | Oglądalność | Oglądalność |
| No. | Data emisji | TNmS        | AGB Nielsen |
| --- | ----------- | ----------- | ----------- |
| 1   | 2016.12.19  | 7,9%        | 6,9%        |
| 2   | 2016.12.20  | 6,9%        | 7,2%        |
| 3   | 2016.12.26  | 11,1%       | 13,1%       |
| 4   | 2016.12.27  | 7,4%        | 7,5%        |
| 5   | 2017.01.02  | 7,4%        | 7,6%        |
| 6   | 2017.01.03  | 7,6%        | 8,0%        |
| 7   | 2017.01.09  | 7,2%        | 6,9%        |
| 8   | 2017.01.10  | 7,2%        | 7,6%        |
| 9   | 2017.01.16  | 6,2%        | 6,7%        |
| 10  | 2017.01.17  | 7,1%        | 8,3%        |
| 11  | 2017.01.23  | 9,3%        | 11,0%       |
| 12  | 2017.01.24  | 8,7%        | 10,5%       |
| 13  | 2017.01.30  | 6,9%        | 9,7%        |
| 14  | 2017.01.31  | 7,0%        | 9,1%        |
| 15  | 2017.02.06  | 6,8%        | 8,6%        |
| 16  | 2017.02.07  | 6,4%        | 7,9%        |
| 17  | 2017.02.13  | 6,2%        | 8,2%        |
| 18  | 2017.02.14  | 6,4%        | 7,7%        |
| 19  | 2017.02.20  | 6,0%        | 7,6%        |
| 20  | 2017.02.21  | 6,2%        | 7,9%        |

## Emisja za granicą
- Japonia: DATV, od 25 marca 2017[3]